# Lac Notozero
Le Notozero (en russe : Нотозеро), ou lac de Nota, est un lac d'eau douce de la péninsule de Kola (oblast de Mourmansk), au nord-ouest de la Russie.

## Géographie
Le lac a une superficie de 78,9 km2 et a pour émissaire le fleuve Touloma.